# Seznam savojských panovníků
Seznam savojských panovníků zahrnuje osoby postupně vládnoucí v Savojském hrabství a později Savojském vévodství, zahrnuje ale také vévody vládnoucí jako krále Sardinie.

## Savojská hrabata (1003–1416)
Savojské hrabství vzniklo v roce 1003 pod vládou hrabat z rodu Savojských a zaniklo v roce 1416, kdy bylo pod vládou stejného rodu povýšeno na vévodství císařem Zikmundem Lucemburským.
- Hubert I. „Biancamano“ („Běloruký“) – (1003–1047/1048)
- Amadeus I. – (1048–1051/1056)
- Ota – (1051/1056–1060)
- Petr I. – (1060–1078)
- Amadeus II. – (1060–1080)
- Hubert II. – (1080–1103)
- Amadeus III. – (1103–1148)
- Hubert III. – (1148–1189)
- Tomáš I. – (1189–1233)
- Amadeus IV. – (1233–1253)
- Bonifác – (1253–1263)
- Petr II. – (1263–1268)
- Filip I. – (1268–1285)
- Amadeus V. – (1285–1323)
- Eduard I. – (1323–1329)
- Aimone – (1329–1343)
- Amadeus VI. – (1343–1383)
- Amadeus VII. – (1383–1391)
- Amadeus VIII. – (1391–1416)

## Savojští vévodové (1416–1730)
Savojské hrabství bylo v roce 1416 povýšeno na vévodství císařem Zikmundem Lucemburským a již nezahrnovalo pouze původní Savojsko, ale i velkou část dnešního Piemontu. Kromě vlastního Savojska zahrnovalo vévodství také území Údolí Aosty, Piemont a Nice.
V roce 1860 bylo původní území Savojska odstoupeno spolu s Nice Francii, za záruku bezpečnosti a uznání sjednocené Itálie.
- Amadeus VIII. jako vévoda Savojský 1416–1440, vzdoropapež jako Felix V. (1439–1449), †1451
- Ludvík – (1440–1465)
- Amadeus IX. – (1465–1472)
- Filibert I. – (1472–1482)
- Karel I. – (1482–1490)
- Karel (II.) Jan Amadeus – (1490–1496)
- Filip II. Savojský – (1496–1497)
- Filibert II. – (1497–1504)
- Karel III. Dobrý – (1504–1553)
- Emanuel Filibert – (1553–1580)
- Karel Emanuel I. – (1580–1630)
- Viktor Amadeus I. – (1630–1637)
- František Hyacint – (1637–1638)
- Karel Emanuel II. – (1638–1675)
- Viktor Amadeus II. – (1675–1720, 1720–1730), 1. král Sardinie z rodu Savojských

### Savojští vévodové vládnoucí jako králové Sardinie (1720–1861)
V roce 1714 Španělsko ztratilo Sardinské království ve prospěch rakouské monarchie, která zas území roku 1720 vyměnila se savojským vévodou za Sicilské království, které získal. Území dostalo (znovu) název Sardinské království, i když mu vládla savojská dynastie a jeho centrem byl Piemont a hlavní město Turín. Hlavní území království tedy tvořily Savojsko, Piemont, Sardinie a Monteferrat.
Po smrti krále Karla Felixe v roce 1831 nastoupil na sardinsko-piemontský trůn Karel Albert Sardinský z vedlejší rodové linie a to větve Savojsko-Carignanské. Stalo se to poté co smrtí Karla Felixe vymřela hlavní linie rodu.
Dne 18. února 1861 hrabě Camillo Cavour vyhlásil zřízení Italského království, skládajícího se ze severní i jižní Itálie. Král Viktor Emanuel II. Piemontsko-Sardinský ze Savojské dynastie byl prohlášen italským králem.
- Viktor Amadeus II. – (1720–1730)
- Karel Emanuel III. – (1730–1773)
- Viktor Amadeus III. – (1773–1796)
- Karel Emanuel IV. – (1796–1802)
- Viktor Emanuel I. – (1802–1821)
- Karel Felix – (1821–1831)

Větev Savojsko–Carignanská
- Karel Albert – (1831–1849), abdikoval ve prospěch syna
- Viktor Emanuel II. – (1849–1861), od roku 1861 král sjednocené Itálie